# Paula Gunn Allen
Paula Gunn Allen (* 24. Oktober 1939 in Albuquerque, New Mexico; † 29. Mai 2008) war eine US-amerikanische Schriftstellerin.

## Leben
Paula Gunn Allen wuchs in dem Ort Cubero, New Mexico auf. Ihre Vorfahren waren Laguna-Indianer, Sioux-Indianer, Schotten und Libanesen. 1966 machte sie ihren Bachelor der Kunst und 1968 den Master of Fine Arts an der University of Oregon. 1976 bekam sie den Doktorgrad Ph.D. von der University of New Mexico verliehen.
Ihr Roman The Woman Who Owned The Shadows wurde im Jahr 1983 veröffentlicht. Die Geschichte handelt von einem Mädchen mit indianischen Vorfahren, wie Allen selbst. Ihr bekanntestes poetisches Sammelwerk ist Life Is a Fatal Disease: Collected Poems 1962-1995. Sie hat auch einige Bücher über die Ureinwohner Nord-Amerikas geschrieben, wie beispielsweise Spider Womans Granddaughters: Traditional Tales and Contemporary Writing by Native American Women.

## Werke

### Romane
- The Woman Who Owned The Shadows (1983)
- Hoop: Recovering the Feminine in American indian Tradition (1986)
- Skin and Bones is a book of poetry published years latter
- Grandmothers of the light: A mesicine woman’s sourcebook (1991)

### Poesie
- Life is a Fatal Disease : Collected Poems 1962-1995 (1997)
- Skins and Bones : Poems 1979-1987 (1988)
- Shadow Country (1982)
- A Cannon Between My Knees (1981)
- Blind Lion Poems (or, The Blind Lion) (1974)

### Akademisches
- Off the Reservation: Reflections on Boundary-Busting Border-Crossing Loose Canons (1998)
- Grandmothers of the Light: A Medicine Women’s Sourcebook (1991)
- The Sacred Hoop: Recovering the Feminine in American Indian Traditions (1986)
- Studies in American Indian Literature: Critical Essays and Course Designs (1983)

### Biografie
- As Long As the Rivers Flow: The Stories of Nine Native Americans (1996)
- Pocahontas: Medicine Woman, Spy, Entrepreneur, Diplomat (2004)

### Sammelwerke
- Hozho: Walking in Beauty: Short Stories by American Indian Writers (2001)
- Song of the Turtle: American Indian Literature, 1974-1994 (1996)
- Voice of the Turtle: American Indian Literature 1900-1970 (1994)
- Spider Woman's Granddaughters: Traditional Tales and Contemporary Writing by Native American Women (1989)

### Beiträge zu Sammelwerken
- The Serpent’s Tongue: Prose, Poetry, and Art of the New Mexican Pueblos, ed. Nancy Wood. (1997)